# Pallikondai
Pallikondai är en ort i Indien.   Den ligger i distriktet Vellore och delstaten Tamil Nadu, i den södra delen av landet, 1 800 km söder om huvudstaden New Delhi. Pallikondai ligger 256 meter över havet och antalet invånare är 21 335.
Terrängen runt Pallikondai är platt åt nordväst, men åt sydost är den kuperad. Runt Pallikondai är det tätbefolkat, med 709 invånare per kvadratkilometer. Närmaste större samhälle är Gudiyatham, 8,5 km nordväst om Pallikondai. Omgivningarna runt Pallikondai är en mosaik av jordbruksmark och naturlig växtlighet.